# Уэда (впадина)
Уэда (яп. 上田盆地 уэда-бонти) — небольшая впадина в Японии, расположенная в центральной части острова Хонсю, в префектуре Нагано.
Впадина Уэда лежит на высоте 400-600 м над уровнем моря, её площадь составляет около 115 км². Через впадину с юго-востока на северо-запад  протекает река Тикума (Синано). В её центре лежит одноимённый город. Распространено заливное рисоводство, также выращивают овощи и фрукты. В пределах впадины в Тикуму впадает Кангава (яп. 神川), образующая конус выноса.
Климат сухой и холодный. Среднегодовая норма осадков составляет около 1000 мм.